# Together (chanson des Pet Shop Boys)
Singles de Pet Shop Boys
Christmas
(2009) Winner
(2012)
Together est une chanson du duo britannique Pet Shop Boys extraite de la compilation Ultimate Pet Shop Boys sortie le 1er novembre 2010 regroupant leurs chansons les plus populaires.
Le 24 octobre 2010, huit jours avant la sortie de l'album, la chanson a été publiée en single. C'était l'unique single tiré de cet album.
Le single a atteint la 58e place au Royaume-Uni.